# Nationale Forsvarskommission (Nordkorea)
Den nationale Forsvarskommision er et statsligt militærråd i Nordkorea oprettet i 1972, som i praksis er det øverste statsorgan i landet, da landet ledes efter Songun-doktrinen. Militærrådet spiller ved siden af regeringen den dominerende rolle i udøvelsen af landets politik, med konstitutionen af 1998 er kommissionen det højeste militær organ i Nordkorea, og rådets leder i realiteten af den ledende politiske skikkelse i landet, nuværende leder er Kim Jong-un.